# Kia Avella
El Kia Avella, o Ford Aspire es un automóvil de turismo del segmento B producido por el fabricante coreano Kia Motors desde el año 1994; fue sustituido por el Kia Rio.

## Características
El Kia Avella fue precedido Kia Pop y el Kia Pride.  El Avella, en su versión de 1300 y 1500 cc, resultó ser uno de los caballitos de batalla de Kia Motors para introducirse en el mercado mundial, resultando ser uno de los vehículos más prestigiosos y vendidos de los años 90 y 2000 por la excelente calidad de sus componentes, equipamiento y su sólida construcción, sumado a un robustísimo tren delantero. Están la versión sedán y hatchback de cuatro y cinco puertas, y los acabados GLI y GLSI, y después del 99 la versión Kia Avella II en que cambia la máscara.
El Kia Avella compitió con éxito con el Suzuki Baleno y el Hyundai Accent en el mercado latinoamericano.
Dentro de las fortalezas, destaca la durabilidad de los componentes del motor, que bien mantenido logra llegar hasta los 400 000 kilómetros  sin necesidad de intervenirlo para su primer ajuste. Muy maniobrable gracias a su dirección servoasistida, posee un excelente torque que le permite realizar rápidas maniobras de emergencia.
Su particular ergonomía de formas redondeadas fue una innovación en un mercado en que pululaban las formas tradicionales rectas. Su tratamiento de pintura de fábrica es difícilmente atacado por la corrosión.
Dentro de sus debilidades se puede citar la debilidad de la amortiguación trasera ante pasajeros en su asiento trasero haciendo que el vehículo, de por sí de chasis elevado, se baje en esa parte a escasos cm del suelo. De carrocería pesada debido al grosor de sus chapas, la motorización de 1.3 l resulta al límite de la suficiencia. El tratamiento anti-UV de los textiles es también una de sus debilidades al exponerlo al sol continuamente.